# الاحزم (الرجم)
الاحزم هي إحدى قرى عزلة العزكي بمديرية الرجم التابعة لمحافظة المحويت، بلغ تعداد سكانها 671 نسمة حسب تعداد اليمن لعام 2004.